# Mary Meeker
Mary Meeker (nascida em setembro de 1959) é uma capitalista de risco estadunidense e ex-analista de valores mobiliários de Wall Street. Seu trabalho principal é na Internet e novas tecnologias. Ela é a fundadora e sócia geral da BOND, uma empresa de capital de risco com sede em São Francisco. Ela atuou anteriormente como sócia da Kleiner Perkins.
Meeker foi chamada de "Rainha da Internet". Em 2021, ela foi listada em 84º lugar como a mulher mais poderosa do mundo. Um "VC líder perene na lista Midas", ela apareceu na 21a posição em 2021. Em 2022, ela ficou em segundo lugar na lista de investidores do sexo feminino.

## Infância e educação
Nascida em Portland, Indiana, filha de Gordon e Mary, Meeker também tem um irmão, Dick, que é 21 anos mais velho que ela. Seu pai Gordon era "louco por golfe", o que levou Meeker a se tornar capitã do time de golfe da Jay County High School; ela credita seu pai "intenso e competitivo" por sua personalidade tipo A.
Meeker recebeu um bacharelado em psicologia pela DePauw University, em 1981, e um MBA em finanças pela Cornell University, em 1986. Em maio de 2000, ela recebeu um título honorário de Doutor em Letras da DePauw.

## Carreira
Em 1982, Meeker ingressou na Merrill Lynch como corretora da bolsa. Após a pós-graduação, ela começou como analista cobrindo o setor de tecnologia na Salomon Brothers, em 1986. Ela trabalhou para a Cowen de 1990 a 1991, antes de se mudar para o Morgan Stanley para se especializar na cobertura de computadores pessoais e indústrias de software de consumo.

### Morgan Stanley
Em agosto de 1995, o Morgan Stanley atuou como gerente principal do IPO da Netscape. Em fevereiro de 1996, Meeker e Chris DePuy, do Morgan Stanley, publicaram "The Internet Report", um relatório histórico da indústria que ficou conhecido como "a bíblia" para investidores no boom das pontocom. Foi amplamente compartilhado na web e também foi publicado como um livro. Ao longo dos anos, o Morgan Stanley publicou relatórios de referência semelhantes liderados por Meeker sobre publicidade online, comércio eletrônico, evolução da pesquisa, Internet na China e Internet móvel.
Meeker foi difamada na imprensa como outros vários analistas famosos que foram questionados em investigações de fraude depois que a bolha das pontocom estourou em 2000 a 2002. Meeker não foi acusada de qualquer irregularidade. O Morgan Stanley e nove outras firmas de investimento foram obrigadas a participar de um acordo legal global.
Em agosto de 2004, o Morgan Stanley, com Meeker como analista de pesquisa, atuou como gerente-chefe do IPO do Google. Meeker foi caracterizada por Andrew Serwer na revista Fortune em 2006 como "absolutamente de primeira quando se trata de identificar tendências de grande porte antes que elas entrem em foco. Ela reúne enormes quantidades de dados e os monta em relatórios volumosos que, embora às vezes incoerentes e excessivamente ambiciosos, são recheados com um milhão de pontos de partida." Meeker é frequentemente creditada por suas abrangentes e rápidas visões gerais anuais do setor de Internet nas conferências da Web 2.0 em San Francisco a cada outono.
Durante o tumultuado período de Morgan Stanley, em abril de 2005, quando as decisões de gestão do CEO Phil Purcell estavam sendo intensamente examinadas, Meeker, juntamente com os colegas Steve Roach, Byron Wien e Henry McVey, escreveu uma carta aos então co-presidentes Zoe Cruz e Steve Crawford, que expressaram suas preocupações sobre os danos à cultura da empresa. A carta serviu como um importante catalisador para aumentar o foco do conselho de administração na profundidade dos desafios enfrentados pela Morgan Stanley na época. Em junho de 2005, John J. Mack foi nomeado CEO do Morgan Stanley, substituindo Phil Purcell. Uma cópia da carta está incluída no livro de Patricia Beard, Blue Blood and Mutiny: The Fight for the Soul of Morgan Stanley, publicado pela HarperCollins, 2007. Meeker foi nomeada "uma das dez pessoas mais inteligentes em tecnologia" pela revista Fortune em 2010.

### Kleiner Perkins
Em dezembro de 2010, Meeker deixou seu cargo de diretora administrativa da Morgan Stanley e chefe da equipe de pesquisa de tecnologia global do banco para se tornar sócia da empresa de capital de risco Kleiner Perkins, onde participou de mais de 20 negócios diferentes. Meeker atua nos conselhos do provedor de assinatura eletrônica DocuSign, da empresa de pagamentos móveis Square, Inc., e da empresa de empréstimos peer-to-peer Lending Club.
Em fevereiro de 2011, Meeker criou e compilou o 'USA Inc.', um relatório apartidário que analisava o governo dos EUA (e suas finanças) de uma perspectiva empresarial. As ações de sucesso que Meeker defendia desde o início incluíam Dell, Microsoft, Intuit, Netscape, AOL, Amazon.com, Yahoo!, eBay e Google . As escolhas fracassadas incluíram a AOL após a aquisição da Time Warner, Excite@Home e drugstore.com.
Meeker foi uma das testemunhas no processo de discriminação de gênero de Ellen Pao.

### Bond Capital
Em setembro de 2018, Meeker deixou a Kleiner para iniciar sua própria empresa de capital de risco, Bond Capital (estilizado BOND), com sede em São Francisco. Ela levantou US $ 1,2 bilhão para seu fundo de estreia. Em maio de 2019, a BOND anunciou seu primeiro investimento fora do fundo, uma rodada de US$ 70 milhões na plataforma de portfólio online Canva. Em março de 2021, o BOND fechou seu segundo fundo com US$ 2 bilhões em compromissos de capital.

## Relatório de tendências da Internet
O Relatório de Tendências da Internet da Meeker é um dos relatórios anuais mais esperados para investidores de tecnologia. Ela o publica todos os anos desde 1995, quando era analista de tecnologia no Morgan Stanley.
O Relatório inclui dados e análises sobre as principais tendências que moldam a Internet, o comportamento do consumidor e as mudanças culturais. Nos últimos anos, Meeker entregou o relatório como parte de uma apresentação em conferência, mais recentemente em 2019 na Code Conference da Vox/Recode.